# Florensac
Florensac, ou Florençac en occitan, est une commune française située dans le sud du département de l'Hérault, en région Occitanie.
Exposée à un climat méditerranéen, elle est drainée par l'Hérault, le ruisseau des Courredous et par divers autres petits cours d'eau. La commune possède un patrimoine naturel remarquable : un site Natura 2000 (le « cours inférieur de l'Hérault ») et trois zones naturelles d'intérêt écologique, faunistique et floristique.
Florensac est une commune urbaine qui compte 5 138 habitants en 2022, après avoir connu une forte hausse de la population depuis 1968. Elle est dans l'unité urbaine de Florensac et fait partie de l'aire d'attraction d'Agde. Ses habitants sont appelés les Florensacois et Florensacoises.

## Géographie

### Localisation
Commune située à 15 km au nord d'Agde sur l'autoroute A9 et l'Hérault faisant la limite sud-ouest avec la commune voisine de Bessan.

### Communes limitrophes
Les communes limitrophes sont Agde, Bessan, Castelnau-de-Guers, Marseillan, Pézenas, Pinet, Pomérols et Saint-Thibéry.
| Pézenas       | Castelnau-de-Guers | Pinet      |
| Saint-Thibéry | Florensac          | Pomérols   |
| Bessan        | Agde               | Marseillan |

### Climat
Pour des articles plus généraux, voir Climat de l'Occitanie et Climat de l'Hérault.
En 2010, le climat de la commune est de type climat méditerranéen franc, selon une étude s'appuyant sur une série de données couvrant la période 1971-2000. En 2020, Météo-France publie une typologie des climats de la France métropolitaine dans laquelle la commune est exposée à un climat méditerranéen et est dans la région climatique Provence, Languedoc-Roussillon, caractérisée par une pluviométrie faible en été, un très bon ensoleillement (2 600 h/an), un été chaud (21,5 °C), un air très sec en été, sec en toutes saisons, des vents forts (fréquence de 40 à 50 % de vents> 5 m/s) et peu de brouillards.
Pour la période 1971-2000, la température annuelle moyenne est de 14,9 °C, avec une amplitude thermique annuelle de 16 °C. Le cumul annuel moyen de précipitations est de 627 mm, avec 5,8 jours de précipitations en janvier et 2,4 jours en juillet. Pour la période 1991-2020, la température moyenne annuelle observée sur la station météorologique la plus proche, située sur la commune de Marseillan à 6 km à vol d'oiseau, est de 15,3 °C et le cumul annuel moyen de précipitations est de 517,7 mm,. Pour l'avenir, les paramètres climatiques de la commune estimés pour 2050 selon différents scénarios d’émission de gaz à effet de serre sont consultables sur un site dédié publié par Météo-France en novembre 2022.

### Milieux naturels et biodiversité

#### Réseau Natura 2000

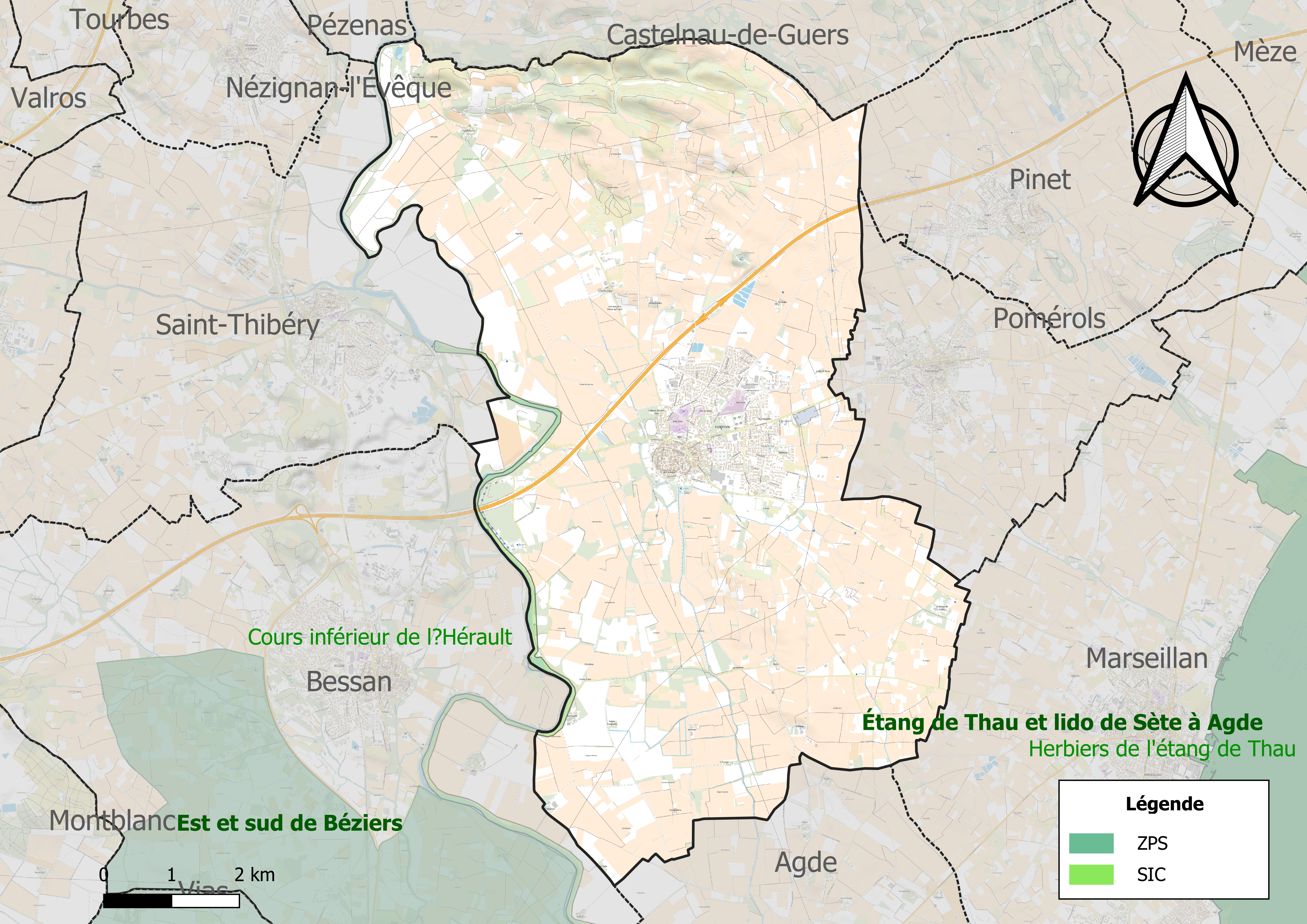
Site Natura 2000 sur le territoire communal.

Le réseau Natura 2000 est un réseau écologique européen de sites naturels d'intérêt écologique élaboré à partir des directives habitats et oiseaux, constitué de zones spéciales de conservation (ZSC) et de zones de protection spéciale (ZPS).
Un site Natura 2000 a été défini sur la commune au titre de la directive habitats : le « cours inférieur de l'Hérault », d'une superficie de 162 ha, qui accueille une espèce de poisson migrateur vulnérable, en forte régression depuis la prolifération des ouvrages sur les cours d'eau : l'Alose feinte mais aussi le Toxostome, un autre poisson à fort enjeu patrimonial.

#### Zones naturelles d'intérêt écologique, faunistique et floristique
L’inventaire des zones naturelles d'intérêt écologique, faunistique et floristique (ZNIEFF) a pour objectif de réaliser une couverture des zones les plus intéressantes sur le plan écologique, essentiellement dans la perspective d’améliorer la connaissance du patrimoine naturel national et de fournir aux différents décideurs un outil d’aide à la prise en compte de l’environnement dans l’aménagement du territoire.
Une ZNIEFF de type 1 est recensée sur la commune :
la « rivière de l'Hérault à Bessan » (24 ha), couvrant 2 communes du département et deux ZNIEFF de type 2, :
- les « collines marneuses de Castelnau-de-Guers » (3 207 ha), couvrant 5 communes du département[13] ;
- le « cours aval de l'Hérault » (236 ha), couvrant 4 communes du département[14].

Carte des ZNIEFF de type 1 et 2 à Florensac.
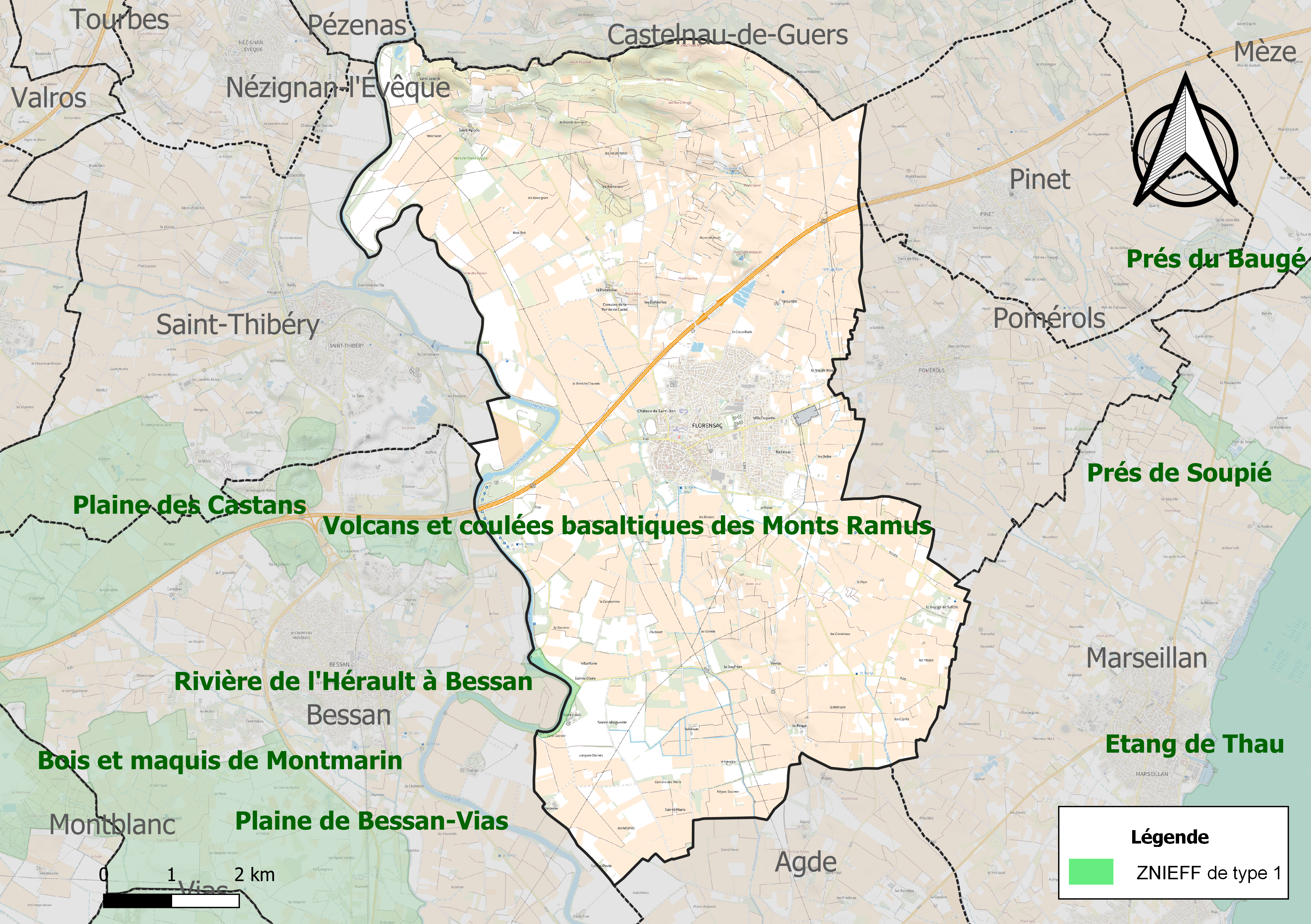
Carte de la ZNIEFF de type 1 sur la commune.
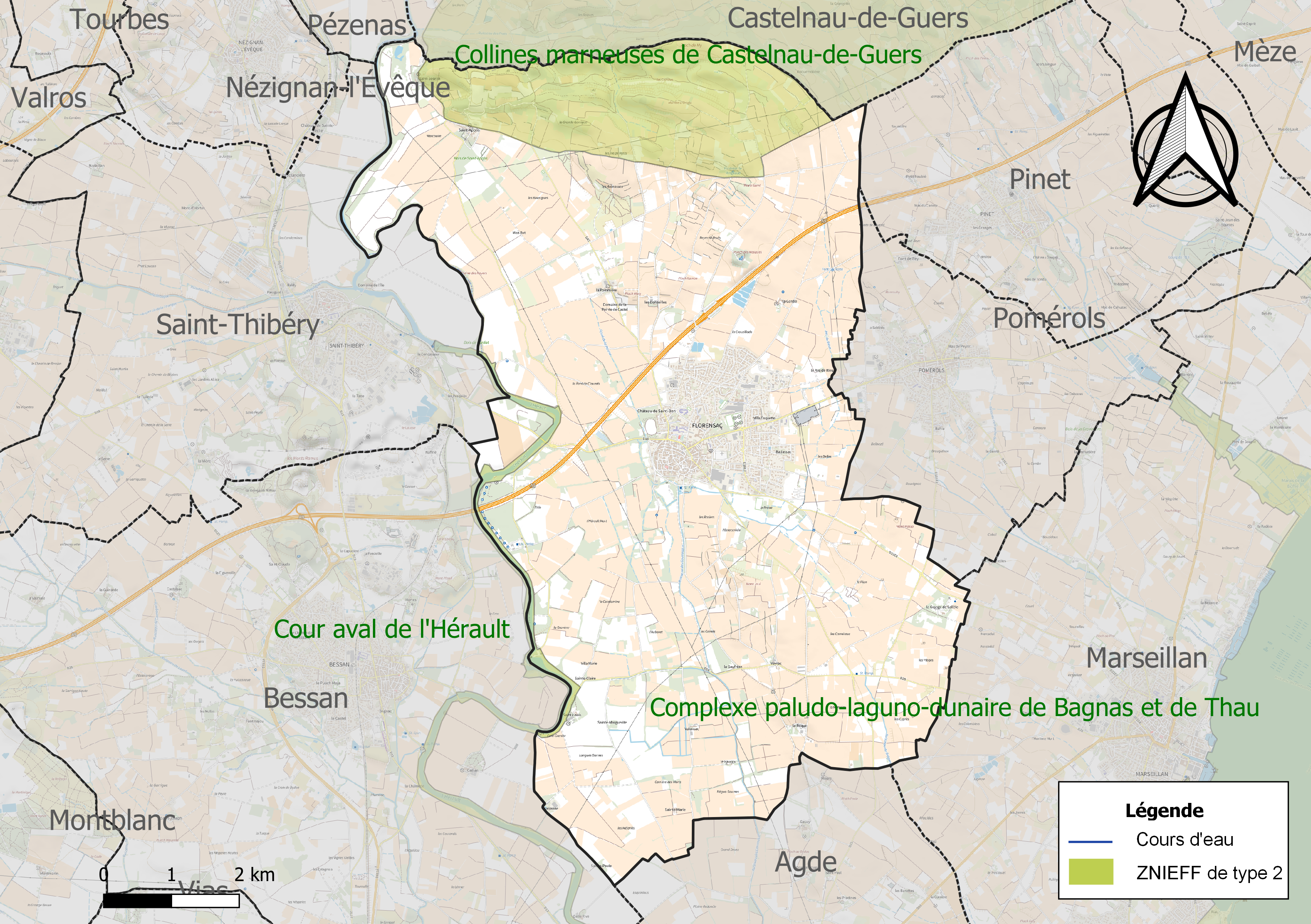
Carte des ZNIEFF de type 2 sur la commune.

## Urbanisme

### Typologie
Au 1er janvier 2024, Florensac est catégorisée petite ville, selon la nouvelle grille communale de densité à sept niveaux définie par l'Insee en 2022.
Elle appartient à l'unité urbaine de Florensac, une unité urbaine monocommunale constituant une ville isolée,. Par ailleurs la commune fait partie de l'aire d'attraction d'Agde, dont elle est une commune de la couronne,. Cette aire, qui regroupe 6 communes, est catégorisée dans les aires de 50 000 à moins de 200 000 habitants,.

### Occupation des sols

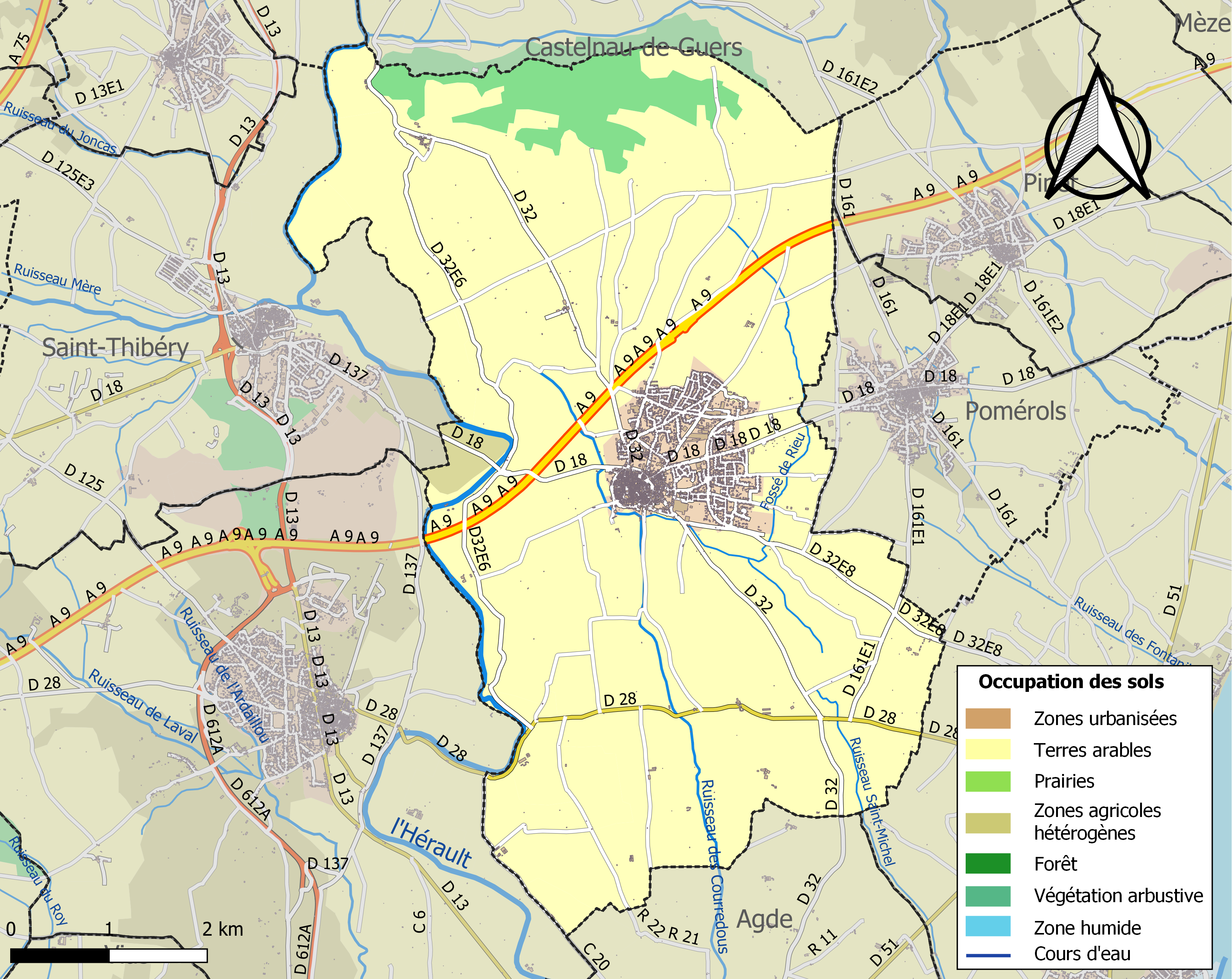
Carte des infrastructures et de l'occupation des sols de la commune en 2018 (CLC).

L'occupation des sols de la commune, telle qu'elle ressort de la base de données européenne d’occupation biophysique des sols Corine Land Cover (CLC), est marquée par l'importance des territoires agricoles (89,2 % en 2018), une proportion sensiblement équivalente à celle de 1990 (90 %). La répartition détaillée en 2018 est la suivante :
cultures permanentes (82 %), terres arables (6,1 %), zones urbanisées (5,7 %), milieux à végétation arbustive et/ou herbacée (5,2 %), zones agricoles hétérogènes (1 %). L'évolution de l’occupation des sols de la commune et de ses infrastructures peut être observée sur les différentes représentations cartographiques du territoire : la carte de Cassini (XVIIIe siècle), la carte d'état-major (1820-1866) et les cartes ou photos aériennes de l'IGN pour la période actuelle (1950 à aujourd'hui).

### Risques majeurs
Le territoire de la commune de Florensac est vulnérable à différents aléas naturels : météorologiques (tempête, orage, neige, grand froid, canicule ou sécheresse), inondations, feux de forêts et séisme (sismicité faible). Il est également exposé à deux risques technologiques, le transport de matières dangereuses et la rupture d'un barrage. Un site publié par le BRGM permet d'évaluer simplement et rapidement les risques d'un bien localisé soit par son adresse soit par le numéro de sa parcelle.

#### Risques naturels
La commune fait partie du territoire à risques importants d'inondation (TRI) de Béziers-Agde, regroupant 15 communes autour des bassins de vie de Béziers et d'Agde, un des 31 TRI qui ont été arrêtés fin 2012 sur le bassin Rhône-Méditerranée, retenu au regard des submersions marines et des débordements de cours d’eau, notamment d'ouest en est, de l'Orb, du Libron et de l'Hérault. Les crues historiques antérieures à 2019 les plus significatives sont celles du 26 septembre 1907, un épisode généralisé sur la quasi-totalité du bassin, et du 30 septembre 1958, un épisode cévenol en partie supérieure du bassin. Des cartes des surfaces inondables ont été établies pour trois scénarios : fréquent (crue de temps de retour de 10 ans à 30 ans), moyen (temps de retour de 100 ans à 300 ans) et extrême (temps de retour de l'ordre de 1 000 ans, qui met en défaut tout système de protection). La commune a été reconnue en état de catastrophe naturelle au titre des dommages causés par les inondations et coulées de boue survenues en 1982, 1984, 1987, 1994, 1996, 1997, 2003, 2011, 2014 et 2019,.
Florensac est exposée au risque de feu de forêt. Un plan départemental de protection des forêts contre les incendies (PDPFCI) a été approuvé en juin 2013 et court jusqu'en 2022, où il doit être renouvelé. Les mesures individuelles de prévention contre les incendies sont précisées par deux arrêtés préfectoraux et s’appliquent dans les zones exposées aux incendies de forêt et à moins de 200 mètres de celles-ci. L’arrêté du 25 avril 2002 réglemente l'emploi du feu en interdisant notamment d’apporter du feu, de fumer et de jeter des mégots de cigarette dans les espaces sensibles et sur les voies qui les traversent sous peine de sanctions. L'arrêté du 11 mars 2013 rend le débroussaillement obligatoire, incombant au propriétaire ou ayant droit,.

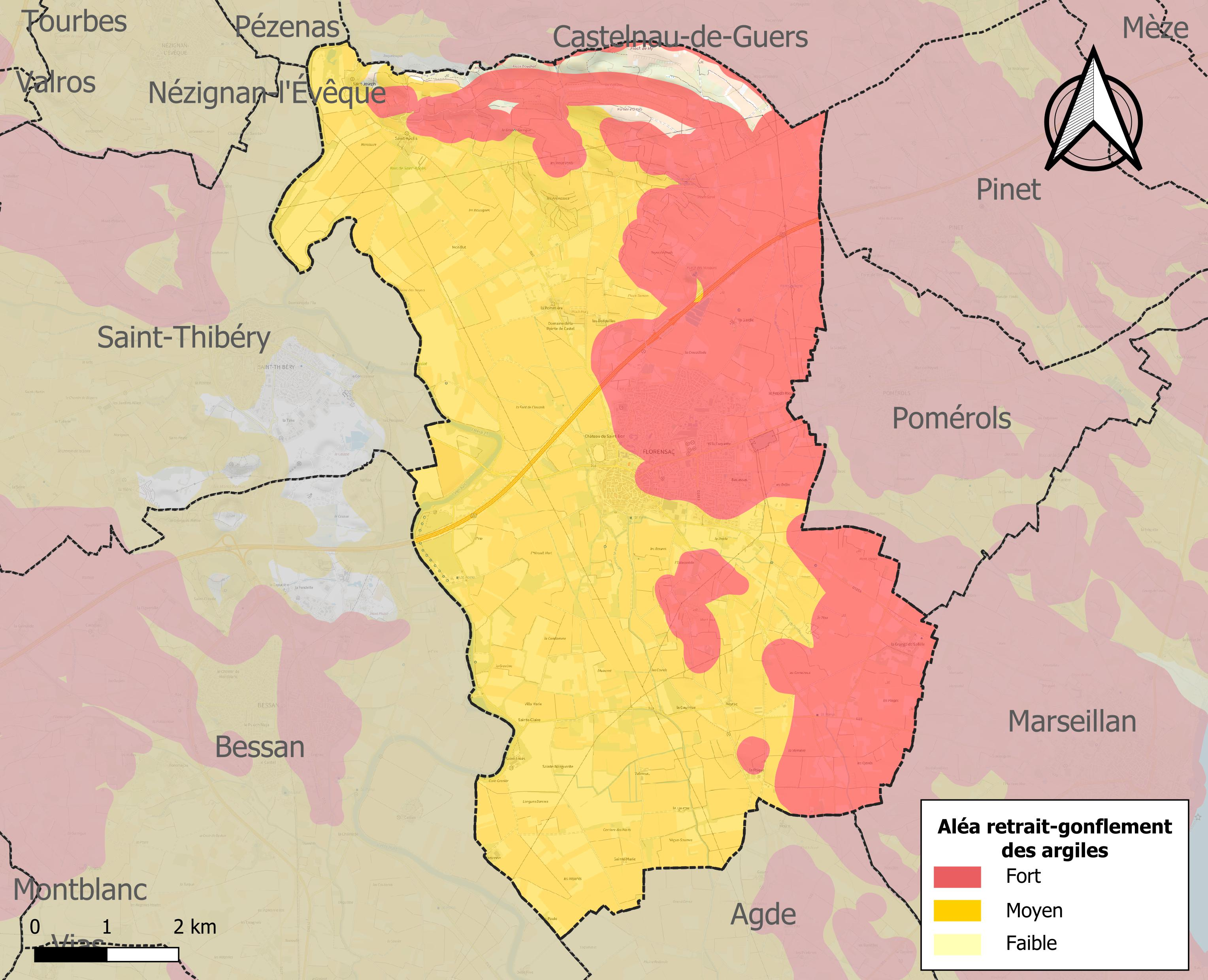
Carte des zones d'aléa retrait-gonflement des sols argileux de Florensac.

Le retrait-gonflement des sols argileux est susceptible d'engendrer des dommages importants aux bâtiments en cas d’alternance de périodes de sécheresse et de pluie. 97,4 % de la superficie communale est en aléa moyen ou fort (59,3 % au niveau départemental et 48,5 % au niveau national). Sur les 2 324 bâtiments dénombrés sur la commune en 2019, 2 323 sont en aléa moyen ou fort, soit 100 %, à comparer aux 85 % au niveau départemental et 54 % au niveau national. Une cartographie de l'exposition du territoire national au retrait gonflement des sols argileux est disponible sur le site du BRGM,.
Par ailleurs, afin de mieux appréhender le risque d’affaissement de terrain, l'inventaire national des cavités souterraines permet de localiser celles situées sur la commune.

#### Risques technologiques
Le risque de transport de matières dangereuses sur la commune est lié à sa traversée par des infrastructures routières ou ferroviaires importantes ou la présence d'une canalisation de transport d'hydrocarbures. Un accident se produisant sur de telles infrastructures est susceptible d’avoir des effets graves sur les biens, les personnes ou l'environnement, selon la nature du matériau transporté. Des dispositions d’urbanisme peuvent être préconisées en conséquence.
La commune est en outre située en aval des barrages du Salagou et des Olivettes, des ouvrages de classe A. À ce titre elle est susceptible d’être touchée par l’onde de submersion consécutive à la rupture d'un de ces ouvrages.

## Toponymie
La commune a été connue sous les variantes : villa Florenciago, in Florentiago (954-982), villa Florenciaco (954-986), de Florenciago (966), mansus de Florenciaco (978), etc.
Le nom dérive avec le suffixe -acum d'origine celtique du surnom latin Florencius, porté par Sainte Florence qui a été martyrisée sous Dioclétien à Cessero (Saint-Thibéry) ou Agde.

## Histoire

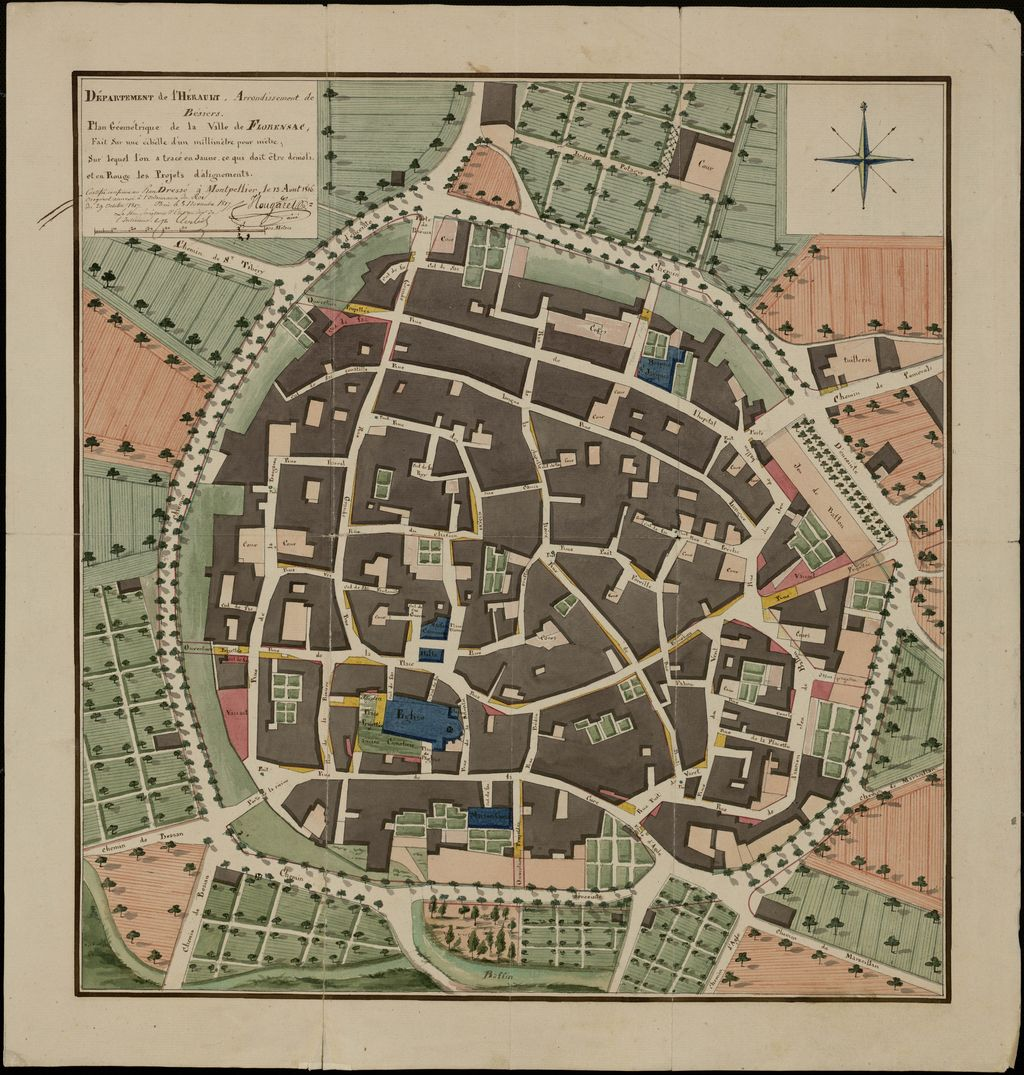
Plan de la ville de Florensac (1816).

Guillaume II, vicomte de Béziers, d'Agde, seigneur de Florensac, dans son testament de 990, cite une tour située dans le village. Florensac passe ensuite dans le domaine de la maison Trencavel au Moyen Âge. Après l'intervention de la Croisade contre les Albigeois, Simon de Montfort a donné en 1219 les biens des Trencavel à Gui de Lévis (1180-1233). En 1452, Jeanne de Lévis, fille de Philippe III de Lévis-Florensac, a épousé Louis Bastet de Crussol (vers 1425-1473) Grand panetier de France. La famille de Crussol a gardé la seigneurie de Florensac jusqu'à la Révolution.
Le village était entouré d'une enceinte entourée de fossés et percée de quatre portes : la porte Sainte-Suzanne (proche de l'église Sainte-Suzanne, aujourd"hui disparue), la porte de Saint-Thibéry, le Portail Neuf et la porte d'Agde. Le chemin de Saint-Thibéry devait traverser l'Hérault grâce à un bac. Le premier pont a été construit au XIXe siècle.
Pendant les guerres de Religion, les soldats du Duc de Joyeuse ont pillé en 1562 le village dont une partie des habitants s'était convertie au protestantisme. Les huguenots ont en partie détruit l'église Saint-Jean-Baptiste à plusieurs reprises et en particulier en 1573. L'église devenue inutilisable, les catholiques ont célébré les offices dans la chapelle des Pénitents Noirs. De l'ancien temple ne subsiste plus que la porte. En 1685, le culte protestant n'a plus été autorisé.
La période révolutionnaire est l’occasion d’une activité politique intense à Florensac, qui conduit à des affrontements entre factions ennemies. La commune comptait déjà une société aristocratique avant la Révolution, la société Maureilhan, formée de maçons. En mars 1791, une société populaire est créée sous le nom de « société des amis de la constitution », avec l’aide de la société de Pézenas en opposition à la société Maureilhan, contre-révolutionnaire. Après la chute de la monarchie, elle se rebaptise « société régénérée des sans-culottes » puis « société républicaine » et compte jusqu’à 219 membres en l’an II. À ce moment de la Révolution, les affrontements entre les membres des deux sociétés sont si violents, que le directoire du département de l’Hérault fait déclarer l’état de siège à Florensac et y fait cantonner le bataillon de l’Ardèche. La société de Florensac était affiliée à celle de Marseillan.

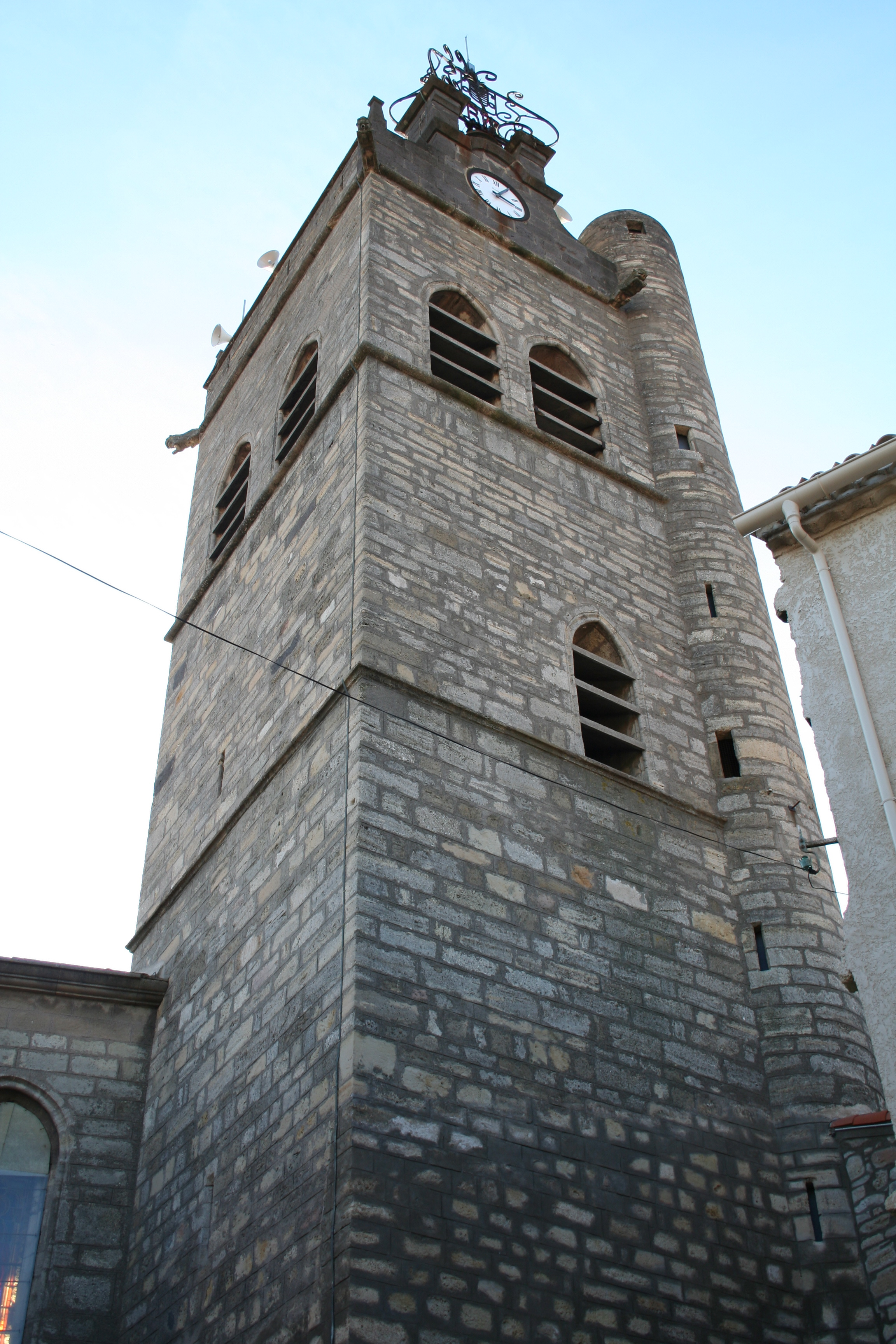
Clocher de l'église Saint-Jean-Baptiste.

## Politique et administration

### Liste des maires
| Période   | Période   | Identité                   | Étiquette | Qualité |
| --------- | --------- | -------------------------- | --------- | --- |
| 1789      | 1790      | Henri Louis de Gay         |           | |
| 1790      | 1791      | Dejean                     |           | |
| 1791      | 1793      | Grenouillet de la Sablière |           | |
| 1793      | 1793      | Lacroix                    |           | |
| 1793      | 1794      | Jean Jacques Tondut        |           | |
| 1794      | 1795      | Bastide Bremond            |           | |
| 1795      | 1798      | Pons Lacroix               |           | |
| 1798      | 1801      | Ainé Barral                |           | |
| 1801      | 1809      | Cadet Roussac              |           | |
| 1809      | 1811      | Armély                     |           | |
| 1811      | 1821      | Jean Marie Fabre           |           | |
| 1821      | 1823      | Armély                     |           | |
| 1823      | 1827      | Pons de Lacroix            |           | |
| 1827      | 1830      | de Roussac de Bertrandi    |           | |
| 1831      | 1833      | Rossignol                  |           | |
| 1836      | 1837      | Etienne Verrière           |           | |
| 1837      | 1838      | Louis Ricard de Saussines  |           | |
| 1838      | 1843      | Pierre Corbin              |           | |
| 1846      | 1848      | Marie Antoine Tondut       |           | |
| 1848      | 1849      | Hippolyte Fraisse          |           | |
| 1849      | 1851      | Louis de Ricard            |           | |
| 1851      | 1852      | Rey                        |           | |
| 1852      | 1852      | Victor Simonneau           |           | |
| 1852      | 1857      | François de Ricard         |           | |
| 1857      | 1861      | Ariste Fraisse             |           | |
| 1861      | 1862      | Noël Fabre                 |           | |
| 1865      | 1878      | Ariste Fraisse             |           | |
| 1878      | 1881      | Prosper Blayac             |           | |
| 1881      | 1893      | Pierre Dental              |           | |
| 1893      | 1895      | Jocelyn Vincens            |           | |
| 1896      | 1919      | Camille Mondou             |           | |
| 1919      | 1930      | Fernand Pierre Chamayou    |           | Conseiller général |
| 1930      | 1941      | Paul Caumette              |           | Conseiller général |
| 1941      | 1944      | Jean Vidal                 |           | |
| 1944      | 1944      | Ernest Souques             |           | |
| 1944      | 1945      | Marie Gourou               |           | |
| 1945      | 1947      | Jean Landes                | SFIO      | |
| 1947      | 1953      | Évariste Fabre             |           | Conseiller général |
| 1953      | 1971      | Hervé Coustellié           | SFIO / PS | Conseiller général |
| 1971      | mars 1977 | Joseph Fornairon           |           | |
| mars 1977 | mars 2001 | Michel Gaudy               | PS        | Conseiller général, troisième vice-président du conseil général de l'Hérault, conseiller régional de 1998 à 2010, président du SDIS de l'Hérault |
| mars 2001 | mars 2008 | Francis Gelly              | PS        | |
| mars 2008 | En cours  | Vincent Gaudy              | PS        | Cadre - Conseiller départemental depuis 2015 |

## Population et société

### Démographie
Au dernier recensement, la commune comptait 5138 habitants.
| 1793  | 1800  | 1806  | 1821  | 1831  | 1836  | 1841  | 1846  | 1851  |
| ----- | ----- | ----- | ----- | ----- | ----- | ----- | ----- | ----- |
| 2 586 | 2 659 | 3 158 | 3 373 | 3 512 | 3 525 | 3 454 | 3 575 | 3 677 |

| 1856  | 1861  | 1866  | 1872  | 1876  | 1881  | 1886  | 1891  | 1896  |
| ----- | ----- | ----- | ----- | ----- | ----- | ----- | ----- | ----- |
| 3 757 | 3 756 | 3 865 | 3 864 | 3 952 | 3 698 | 3 653 | 3 752 | 3 548 |

| 1901  | 1906  | 1911  | 1921  | 1926  | 1931  | 1936  | 1946  | 1954  |
| ----- | ----- | ----- | ----- | ----- | ----- | ----- | ----- | ----- |
| 3 677 | 3 529 | 3 514 | 3 620 | 3 497 | 3 440 | 3 172 | 2 741 | 2 802 |

| 1962  | 1968  | 1975  | 1982  | 1990  | 1999  | 2006  | 2008  | 2013  |
| ----- | ----- | ----- | ----- | ----- | ----- | ----- | ----- | ----- |
| 2 844 | 2 785 | 2 917 | 3 064 | 3 583 | 3 859 | 4 548 | 4 731 | 4 969 |

| 2018  | 2022  | - | - | - | - | - | - | - |
| ----- | ----- | - | - | - | - | - | - | - |
| 5 051 | 5 138 | - | - | - | - | - | - | - |

### Sports
En balle au tambourin, le Florensac tambourin défend les couleurs de Florensac en championnat de France de balle au tambourin et en championnat de France de balle au tambourin féminin. Championne du monde en 2023, l'équipe de France fut emmenée par son capitaine florensacois.

## Économie

### Revenus
En 2018, la commune compte 2 221 ménages fiscaux, regroupant 5 059 personnes. La médiane du revenu disponible par unité de consommation est de 19 160 € (20 330 € dans le département). 41 % des ménages fiscaux sont imposés (45,8 % dans le département).

### Emploi
|                | 2008   | 2013   | 2018   |
| -------------- | ------ | ------ | ------ |
| Commune        | 8,7 %  | 13,6 % | 12,9 % |
| Département    | 10,1 % | 11,9 % | 12 %   |
| France entière | 8,3 %  | 10 %   | 10 %   |

En 2018, la population âgée de 15 à 64 ans s'élève à 2 892 personnes, parmi lesquelles on compte 72,1 % d'actifs (59,2 % ayant un emploi et 12,9 % de chômeurs) et 27,9 % d'inactifs,. En 2018, le taux de chômage communal (au sens du recensement) des 15-64 ans est supérieur à celui de la France et du département, alors qu'il était inférieur à celui du département en 2008.
La commune fait partie de la couronne de l'aire d'attraction d'Agde, du fait qu'au moins 15 % des actifs travaillent dans le pôle,. Elle compte 1 281 emplois en 2018, contre 1 847 en 2013 et 1 406 en 2008. Le nombre d'actifs ayant un emploi résidant dans la commune est de 1 736, soit un indicateur de concentration d'emploi de 73,8 % et un taux d'activité parmi les 15 ans ou plus de 50,1 %.
Sur ces 1 736 actifs de 15 ans ou plus ayant un emploi, 559 travaillent dans la commune, soit 32 % des habitants. Pour se rendre au travail, 81,8 % des habitants utilisent un véhicule personnel ou de fonction à quatre roues, 2,5 % les transports en commun, 11,6 % s'y rendent en deux-roues, à vélo ou à pied et 4,1 % n'ont pas besoin de transport (travail au domicile).

### Activités hors agriculture

#### Secteurs d'activités
383 établissements sont implantés à Florensac au 31 décembre 2019. Le tableau ci-dessous en détaille le nombre par secteur d'activité et compare les ratios avec ceux du département,.
| Secteur d'activité                                                                                        | Commune | Commune | Département |
| Secteur d'activité                                                                                        | Nombre  | %       | %           |
| --- | ------- | ------- | ----------- |
| Ensemble                                                                                                  | 383     | 100 %   | (100 %)     |
| Industrie manufacturière, industries extractives et autres                                                | 34      | 8,9 %   | (6,7 %)     |
| Construction                                                                                              | 75      | 19,6 %  | (14,1 %)    |
| Commerce de gros et de détail, transports, hébergement et restauration                                    | 93      | 24,3 %  | (28 %)      |
| Information et communication                                                                              | 2       | 0,5 %   | (3,3 %)     |
| Activités financières et d'assurance                                                                      | 14      | 3,7 %   | (3,2 %)     |
| Activités immobilières                                                                                    | 23      | 6 %     | (5,3 %)     |
| Activités spécialisées, scientifiques et techniques et activités de services administratifs et de soutien | 50      | 13,1 %  | (17,1 %)    |
| Administration publique, enseignement, santé humaine et action sociale                                    | 56      | 14,6 %  | (14,2 %)    |
| Autres activités de services                                                                              | 36      | 9,4 %   | (8,1 %)     |

Le secteur du commerce de gros et de détail, des transports, de l'hébergement et de la restauration est prépondérant sur la commune puisqu'il représente 24,3 % du nombre total d'établissements de la commune (93 sur les 383 entreprises implantées à Florensac), contre 28 % au niveau départemental.

#### Entreprises et commerces
Les cinq entreprises ayant leur siège social sur le territoire communal qui génèrent le plus de chiffre d'affaires en 2020 sont :
- Altrad Plettac Mefran, commerce de gros (commerce interentreprises) de machines pour l'extraction, la construction et le génie civil (67 350 k€)
- Altrad Saint Denis, fabrication de machines pour l'extraction ou la construction (54 184 k€)
- Altrad Arnholdt, travaux de montage de structures métalliques (36 284 k€)
- SA Magne, commerce de gros (commerce interentreprises) de produits chimiques (34 949 k€)
- Pera-Pellenc, fabrication de machines pour l'industrie agro-alimentaire (30 051 k€)

### Agriculture
La commune est dans la « Plaine viticole », une petite région agricole occupant la bande côtière du département de l'Hérault. En 2020, l'orientation technico-économique de l'agriculture  sur la commune est la viticulture.
|               | 1988  | 2000  | 2010  | 2020  |
| ------------- | ----- | ----- | ----- | ----- |
| Exploitations | 272   | 171   | 146   | 108   |
| SAU (ha)      | 1 811 | 1 819 | 2 366 | 1 780 |

Le nombre d'exploitations agricoles en activité et ayant leur siège dans la commune est passé de 272 lors du recensement agricole de 1988  à 171 en 2000 puis à 146 en 2010 et enfin à 108 en 2020, soit une baisse de 60 % en 32 ans. Le même mouvement est observé à l'échelle du département qui a perdu pendant cette période 67 % de ses exploitations,. La surface agricole utilisée sur la commune a également diminué, passant de 1 811 ha en 1988 à 1 780 ha en 2020. Parallèlement la surface agricole utilisée moyenne par exploitation a augmenté, passant de 7 à 16 ha.

## Culture locale et patrimoine

### Lieux et monuments

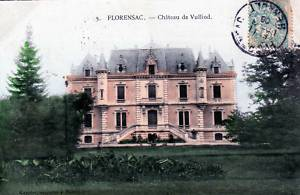
Le château de Vulliod à Florensac

- Le château de Vulliod - aujourd'hui complètement entouré de maisons - construit au XIXe siècle pour la famille Vulliod arrivée de Savoie à la Révolution avec l'établissement de Jérôme Vulliod à la suite de son mariage dans la commune. La famille Vulliod, devenue "de Vulliod", en restera propriétaire jusqu'aux années 1960.
- Église de la Nativité-de-Saint-Jean-Baptiste de Florensac. En août 2018, l'organiste Marcel Dazin inaugure le nouveau grand orgue numérique[42],[43].

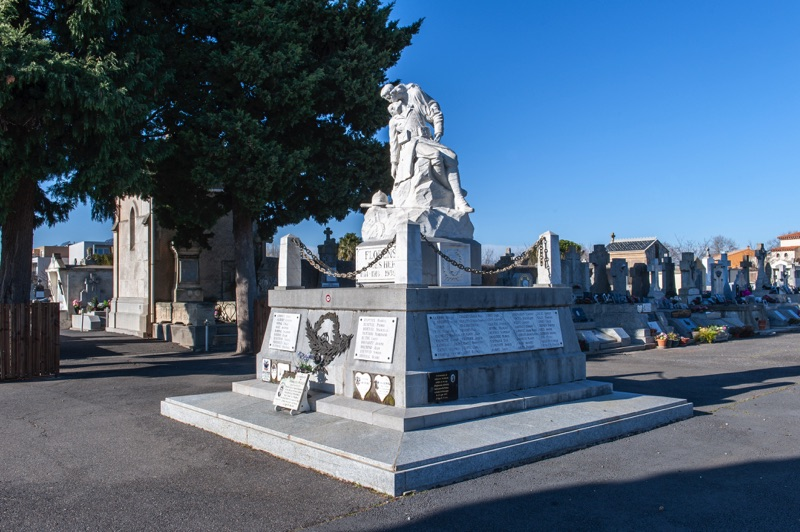
Monument aux morts de Florensac

- Un monument aux morts de la Première Guerre mondiale se trouve également dans la commune.

### Lo Chivalet

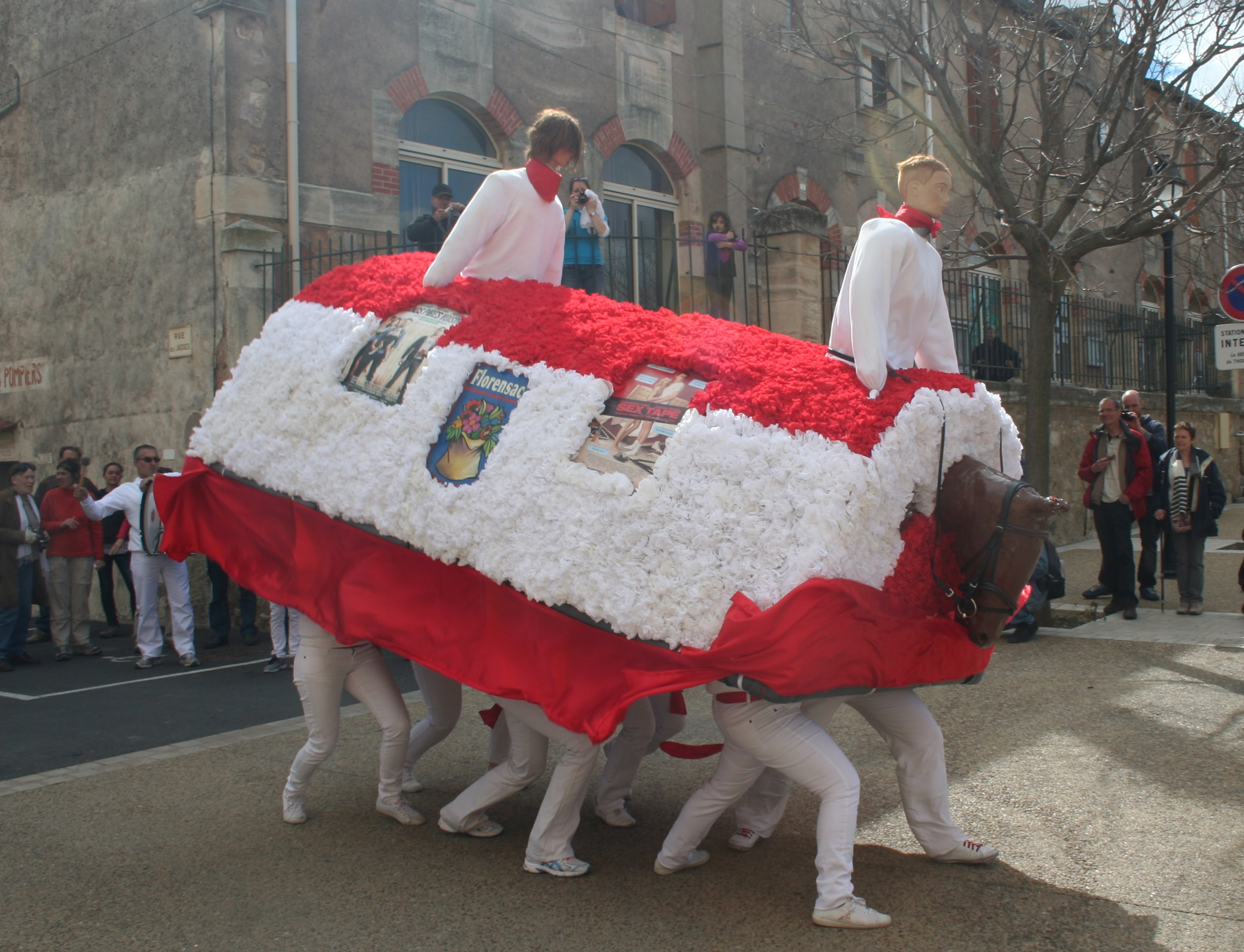
lo Chivalet

L'animal totémique du village est le chevalet (lo chivalet). Sa légende : le roi Charles IX visitait la région, accompagné de sa mère, Catherine de Médicis. Ils font une halte à Florensac le 31 décembre 1565. Pour remercier ses hôtes, qui l'avaient bien accueilli, le roi offrit son cheval aux habitants. Dès lors, de génération en génération, les habitants de Florensac ont fait construire un animal en bois pour commémorer l'événement, faisant ainsi du chevalet l'emblème et le totem de la cité.

### Personnalités liées à la commune
- Louis Pierre Montbrun (1770-1812), général français de la Révolution et de l’Empire, mort au combat à la bataille de la Moskowa.
- Pierre François Antoine Paulinier de Fontenilles (1775-1841), homme politique né à Florensac, député de l'Hérault de 1815 à 1816.
- Alexandre de Montbrun (1775-1821), général français de la Révolution et de l’Empire, né dans la commune et mort à Paris ; frère puîné du précédent.
- Pierre Joseph Victor Simonneau (1775-1861), général français de la Révolution et de l’Empire, mort à Florensac.
- Gustave-Paul Fraisse (1861-1941), général de brigade.
- Fernand Marie Joseph Antoine Lavit (1872-1955), gouverneur général des colonies
- Joseph Bonnel (1939-2018), footballeur.
- Gaston Vinas (Florensac, 1885-1940), libraire et écrivain occitan.
- Erik Montry (1937-), chanteur.

### Héraldique
| Blason de Florensac | Blason  | D'azur à un sac d'or rempli de fleurs au naturel (alias : d'argent). |
| Blason de Florensac | Détails | Le statut officiel du blason reste à déterminer.                     |

### Fonds d'archives
- Fonds : Archives communales de Florensac (1722) [0,15 ml].  Cote : 101 EDT. Montpellier : Archives départementales de l'Hérault (présentation en ligne).